# Chiesa di San Martino a Pagiano
La chiesa di San Martino a Pagiano si trova presso la frazione omonima, nel Comune di Pelago, appartenente alla Città Metropolitana di Firenze.

## Storia e descrizione

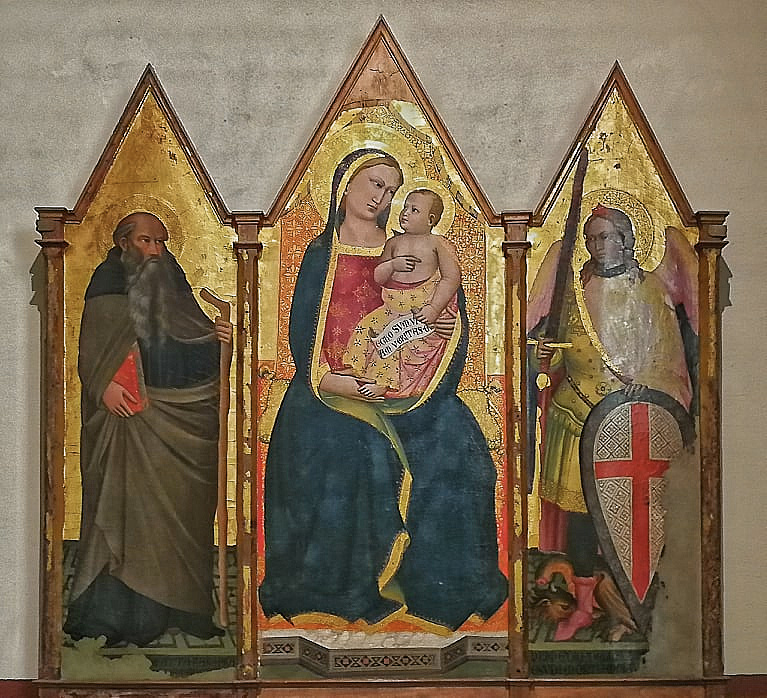
Niccolò di Pietro Gerini, Trittico con Madonna col Bambino tra i Santi Antonio Abate e Michele Arcangelo

La chiesa, probabilmente di origine romanica, secondo un documento che la menziona nel 1104, è stata un possesso dei Conti Guidi, dipendente dalla Pieve di Pitiana, per poi essere ceduta dalla Contessa Imilia alla vicina e potente Abbazia di Vallombrosa. Nel 1531 fu unita alla chiesa di San Niccolò a Magnale e nel 1635 fu elevata a Prioria. Probabilmente all'inizio del XX secolo è stata completamente ricostruita e allungata verso l'attuale facciata. Oggi si presenta all'esterno con una semplice facciata intonacata aperta al centro da una bifora moderna e ornata da moderni rilievi di terracotta. All'interno l'aula unica coperta con travature lignee, è conclusa da un breve transetto formato da due piccole cappelle laterali, ed è stata decorata nello stesso periodo con tenui decorazioni medievaleggianti.
L'opera più importante che vi si conserva all'interno è il trittico di Niccolò di Pietro Gerini, pittore di cultura orcagnesca, raffigurante la Madonna col Bambino tra i Santi Antonio Abate e Michele Arcangelo, di committenza vallombrosana e probabilmente del 1390-95 circa. Proveniente da San Niccolò a Magnale, è stato recentemente restaurato, ricomposto e qui ricollocato dopo essere stato per alcuni anni nel Museo d'arte sacra di San Clemente a Pelago.
Sull'altare maggiore era una tavola con la Natività e i Santi Girolamo e Francesco di Sebastiano Mainardi, forse commissionata dalla famiglia Doni proprietari della vicina villa di Melosa e databile al 1504-1505 circa, rimossa dopo il 1973 ed oggi nel suddetto Museo.
Anche un dipinto settecentesco con il Transito di San Giuseppe che era sull'altare di destra, dove è ora un Crocifisso forse coevo, non si trova più in chiesa. Proveniva molto probabilmente, come un paliotto in scagliola del 1724 ancora presente, dalla chiesa di Magnale.